# Хамдалла, Абдерразак
Абдерразак Хамдалла, также Абдерразак, «Абдо» Хамдалла (араб. عبد الرزاق حمد الله‎; 17 декабря 1990) — марокканский футболист, нападающий клуба «Аш-Шабаб» и национальной сборной Марокко.

## Клубная карьера
Хамдалла начал профессиональную карьеру в марокканском клубе «Олимпик».
14 февраля 2013 года Хамдалла перешёл в клуб «Олесунн», представляющий Чемпионат Норвегии по футболу. Трансферная стоимость игрока составила 1 млн. € или 7,4 млн. норвежских крон. Контракт был подписан на три года. Кроме того, для «Олесунна» игрок оказался самым дорогим приобретением в истории клуба. Дебютировал игрок 1 апреля 2013 года выйдя на замену в матче против клуба «Саннес Ульф», который закончился выездной победой его команды со счётом 0-1. Первый гол за «Олесунн» Хамдалла забил 14 апреля в матче против команды «Сарпсборг 08», которая закончилась победой его команды со счётом 2-0. 13 мая 2013 года Хамдалла оформил первый хет-трик за «Олесунн», а матч против «Лиллестрёма» закончился со счётом 7-1. Благодаря его игре после девяти матчей команда находилась на втором месте в чемпионате Норвегии. После десяти голов в сезоне Хамдалла оформил второй хет-трик 25 октября 2013 года в матче против «Викинга», который закончился со счётом 3-1.
В первом сезоне Хамдалла забил 15 голов в 27 матчах и был включён в символическую сборную турнира. Кроме того, Хамдалла стал лучшим бомбардиром клуба, однако в турнире он уступил Фруде Йонсену.
В феврале 2014 года Хамдалла перешёл в команду китайской Суперлиги «Гуанчжоу Фули». Клуб тренировал известный шведский специалист Свен-Ёран Эрикссон, а сделка обошлась команде в 4,5 млн. € или 33,3 млн. норвежских крон. Переход из «Олесунна» очень сильно повлиял на норвежскую команду, которая лишилась лучшего бомбардира.
После двух матчей на старте сезона 2014 года в китайской Суперлиге, Хамдалла забил первый хет-трик в сезоне, а его команда 22 марта 2014 года победила «Шанхай Шэньсинь» со счётом 3-1. В следующем матче против «Ханчжоу Гринтаун» игрок вновь сделал хет-трик, а его команда одержала победу со счётом 6-2. В следующем матче против «Хэнань Констракшн» игрок сделал дубль, а его команда одержала победу со счётом 4-0. Хамдалла пропустил неделю из-за повреждения ноги, а затем в матче против действующего чемпиона, «Гуанчжоу Эвергранд» забил решающий гол, а команда победила со счётом 1-0.

## Карьера в сборной
Хамдалла начал выступать за молодёжную сборную Марокко (до 23 лет). В отборочных матчах на Кубок Африки 2011 года игрок забивал важные голы. В декабре 2012 года главный тренер первой сборной Рашид Таусси вызвал игрока в расширенный состав сборной для участия в Кубке Африки 2013 года. Хамдалла дебютировал за сборную в феврале 2012 года в товарищеском матче против команды Буркина-Фасо.

### Голы на международной арене
Голы и результат сборной Марокко указаны первыми.
| №  | Дата        | Место                                 | Соперник | Счёт | Результат | Соревнование                                       |
| -- | ----------- | ------------------------------------- | -------- | ---- | --------- | -------------------------------------------------- |
| 1. | 8 июня 2013 | Марракеш (стадион), Марракеш, Марокко | Танзания | 1-0  | 2-1       | Чемпионат мира по футболу 2014 (отборочный турнир) |

## Статистика
| Сезон            | Клуб             | Дивизион           | Чемпионат | Чемпионат | Кубок | Кубок | Всего | Всего |
| Сезон            | Клуб             | Дивизион           | Матчи     | Голы      | Матчи | Голы  | Матчи | Голы  |
| ---------------- | ---------------- | ------------------ | --------- | --------- | ----- | ----- | ----- | ----- |
| 2010-2013        | Олимпик (Сафи)   | Ботола             | 55        | 30        | 6     | 2     | 61    | 32    |
| 2013             | Олесунн          | Чемпионат Норвегии | 27        | 15        | 3     | 4     | 30    | 19    |
| 2014             | Гуанчжоу Фули    | Суперлига Китая    | 22        | 22        | 1     | 0     | 23    | 22    |
| Всего за карьеру | Всего за карьеру | Всего за карьеру   | 104       | 67        | 10    | 6     | 114   | 73    |

## Достижения

### Награды
- Офицер Ордена Трона (2022)[16]